# Dworzanin

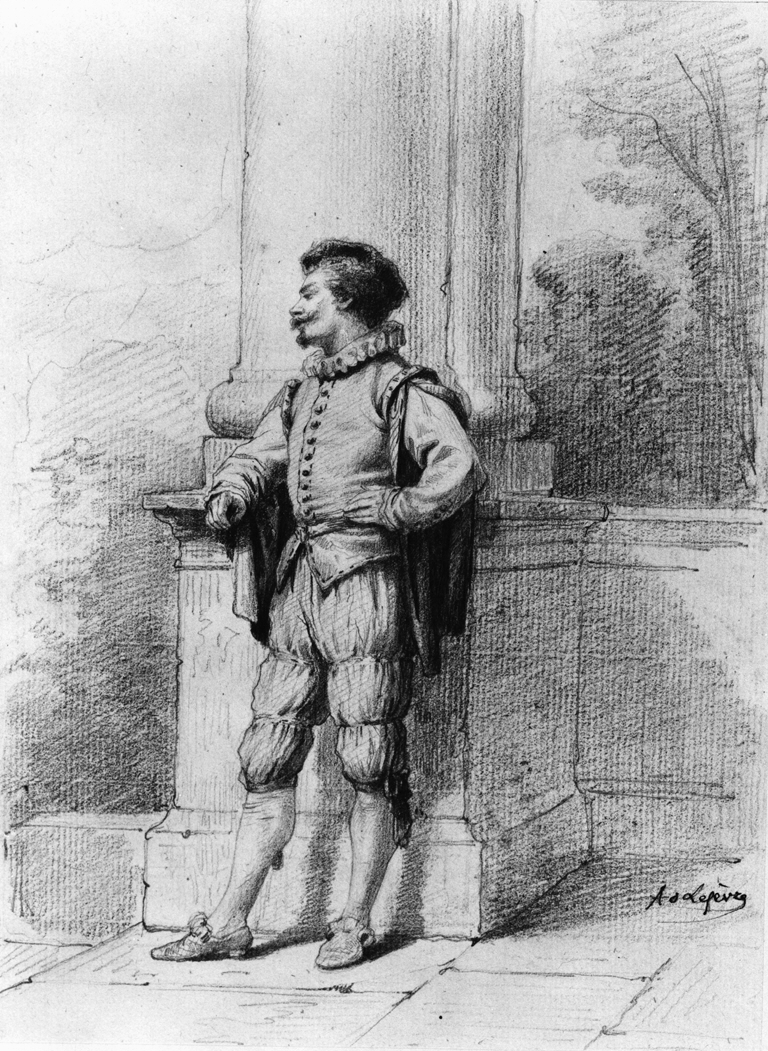
Dworzanin stojący przy kolumnie, Adolphe-René Lefevre, ok. 1860

Dworzanin – osoba należąca do świty wysoko postawionego arystokraty lub władcy otaczającego się dworem. Dworzanie korzystali najczęściej z wielu przywilejów przyznawanych przez panującego i zajmowali wysokie stanowiska w ich otoczeniu.
Wzorzec renesansowego dworzanina przedstawił Baldassare Castiglione w swoim traktacie pt. Il cortegiano, który został zaadaptowany na polskie warunki przez Łukasza Górnickiego w Dworzaninie polskim.